# Liste des centrales nucléaires en Espagne
La liste des centrales nucléaires d'Espagne compte cinq centrales nucléaires de production d'électricité nucléaire avec un total de sept réacteurs nucléaires en service, produisant 21 % de l'électricité nationale.
En Espagne, la construction de nouvelles centrales est interrompue depuis 1984 à la suite d'un moratoire.
| \| Almaraz Ascó Cofrentes Trillo Vandellòs \| Localisation des centrales nucléaires en Espagne |
| Almaraz Ascó Cofrentes Trillo Vandellòs                                                        |

## Réacteurs électrogènes

### En service
Sept réacteurs nucléaires électrogènes sont en service en Espagne. Les caractéristiques de ces réacteurs en service sont données dans le tableau ci-après, classés alphabétiquement. Le rang indique le numéro d'ordre de mise en service de chacun des réacteurs. Ainsi Almaraz-1 a été le 6e réacteur mis en service en Espagne. Vandellos-2 est quant à lui le 16e et dernier à avoir été mis en service en mars 1988.
La puissance brute correspond à la puissance délivrée sur le réseau augmentée de la consommation interne de la centrale. La puissance nette correspond quant à elle à la puissance délivrée sur le réseau et sert d'indicateur en termes de puissance installée. 

Les centrales nucléaires espagnoles en 2008

| Centrale nucléaire | Nom du réacteur | Rg | Type | Modèle      | Puissance [MW] | Puissance [MW]      | Puissance [MW]      | Exploitant | Construct. | Début constr. | Raccord. au réseau | Mise en service comm. |
| Centrale nucléaire | Nom du réacteur | Rg | Type | Modèle      | therm. (MWt)   | électr. brute (MWe) | électr. nette (MWe) | Exploitant | Construct. | Début constr. | Raccord. au réseau | Mise en service comm. |
| ------------------ | --------------- | -- | ---- | ----------- | -------------- | ------------------- | ------------------- | ---------- | ---------- | ------------- | ------------------ | --------------------- |
| Almaraz            | ALMARAZ-1       | 6  | REP  | WE 3-loops  | 2947           | 1050                | 944                 | CNAT       | WH         | juil 1973     | mai 1981           | sept 1983             |
| Almaraz            | ALMARAZ-2       | 7  | REP  | WE 3-loops  | 2729           | 980                 | 956                 | CNAT       | WH         | juil 1973     | oct 1983           | juil 1984             |
| Ascó               | ASCÓ-1          | 8  | REP  | WE 3-loops  | 2941           | 1033                | 995                 | ANAV       | WH         | mai 1974      | août 1983          | déc 1984              |
| Ascó               | ASCÓ-2          | 9  | REP  | WE 3-loops  | 2941           | 1027                | 997                 | ANAV       | WH         | mars 1975     | oct 1985           | mars 1986             |
| Cofrentes          | Cofrentes       | 10 | REB  | BWR-6       | 3 237          | 1 092               | 1 064               | ID         | GE         | sept 1975     | oct 1984           | mars 1985             |
| Trillo             | TRILLO-1        | 11 | REP  | PWR 3 loops | 3010           | 1066                | 1003                | CNAT       | KWU        | août 1979     | mai 1988           | août 1988             |
| Vandellòs          | VANDELLÒS-2     | 16 | REP  | WE 3-loops  | 2941           | 1087                | 1045                | ANAV       | WH         | déc 1980      | déc 1987           | mars 1988             |

### Hors service
- Centrale nucléaire de Lemoiz, dans le pays basque : cette centrale nucléaire devait comporter deux réacteurs mais elle n'a jamais fonctionné.
- Centrale nucléaire José Cabrera à Zorita (1969-2006)
- Réacteur I de la centrale nucléaire de Vandellòs (1972-1989)
- Centrale nucléaire Santa María de Garoña (1971-2012)

## Réacteurs de recherche
- Argos réacteur Argonaut de 10 kW - Université polytechnique de Catalogne, Barcelone (arrêté en 1992)
- CORAL-I réacteur